# Franz Koenigs
Franz Wilhelm Koenigs (Kierberg (nabij Brühl), 3 september 1881 – Keulen, 6 mei 1941) was een Duitse zakenman en kunstverzamelaar die zich met zijn gezin in Nederland vestigde en daar de Koenigscollectie opzette.

## Biografie

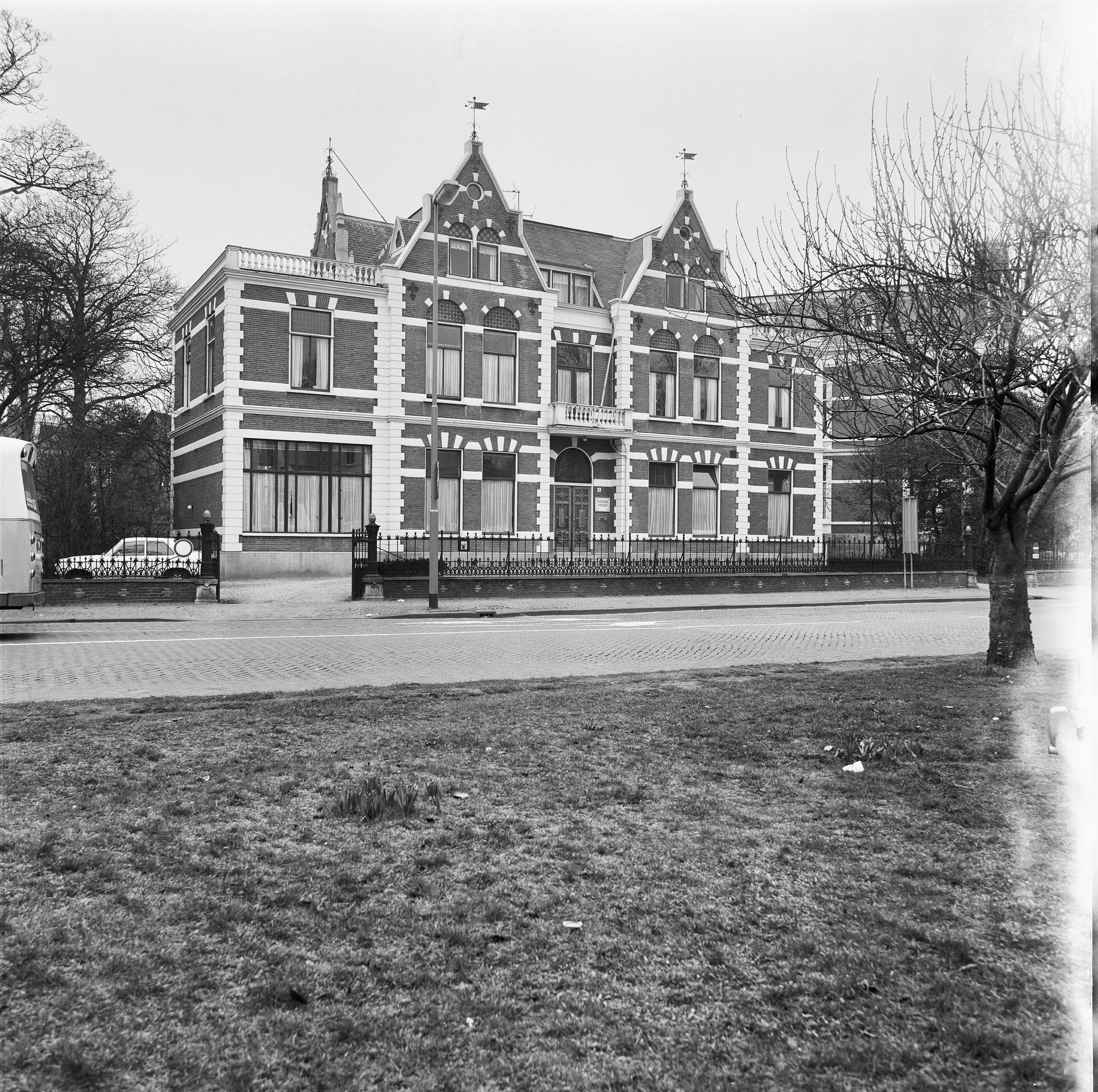
Woonhuis van Koenigs in Haarlem (foto uit 1978)

Franz Koenigs werd in Duitsland geboren in een welvarende Rooms-katholieke familie van Rijnlandse textielfabrikanten en bankiers. In 1914 trouwde hij met Anna von Kalckreuth, dochter van de Duitse kunstschilder Leopold Graf von Kalckreuth. Met haar kreeg hij drie zonen en twee dochters.
In 1922 vestigde hij zich met zijn gezin in Nederland. Na de Vrede van Versailles van 1919 hadden Duitse bedrijven te maken met allerlei beperkingen voor de handel met Frankrijk en Groot-Brittannië die niet golden voor handel met en via het tijdens de Eerste Wereldoorlog neutrale Nederland.  In 1920 richtte Koenigs samen met zijn Belgische neef Rhodius in Amsterdam de N.V. Rhodius Koenigs Handelmaatschappij op waarmee die handelsbeperkingen ontlopen konden worden. Het bedrijf fungeerde vooral als een bankbedrijf dat kredieten verstrekte aan de Duitse industrie. Koenigs werd directeur van dit bedrijf.
In 1923 verhuisde het gezin naar Haarlem en betrokken Florapark 8. Hier ging Koenigs een omvangrijke kunstcollectie verzamelen die vooral bestond uit tekeningen van oude meesters: de Koenigs-collectie. Vanaf 1933 werd een deel van deze collectie tentoongesteld op exposities in Museum Boijmans in Rotterdam.
Na de Beurskrach van 1929 en de daaropvolgende Grote Depressie in het begin van de jaren 30 kwam Koenigs in financiële problemen. Onder druk van een dreigend faillissement besloot hij in 1933 om geld te lenen bij de door Siegfried Kramarsky geleide bank Lisser & Rosenkranz. Hiervoor werd de kunstcollectie in 1935 in onderpand gegeven waarbij Koenigs bedong dat de collectie in bruikleen aan het Museum Boymans (huidige Museum Boijmans Van Beuningen) werd gegeven.
De lening van 1,3 miljoen gulden ging in op 5 juni 1935 en gold voor een periode van 5 jaar. Op 9 februari 1939 verkreeg Koenigs en zijn familie de Nederlandse nationaliteit. Pogingen van de uit Duitsland afkomstige Joodse Kramarsky om tot Nederlander te worden genaturaliseerd, faalden echter en op 1 september 1939 vluchtte Kramarsky met zijn familie naar de Verenigde Staten. Op 2 april 1940 besloten de aandeelhouders van Lisser & Rosenkranz over te gaan tot de liquidatie van de bank waarna de collectie te koop werd aangeboden en werd gekocht door Van Beuningen en geschonken aan Museum Boijmans. Een deel werd in januari 1941 verkocht aan nazi-Duitsland.

## Oorlog en overlijden
Spoedig na de Duitse inval in Nederland werd Koenigs opgepakt en enkele dagen vastgehouden voor verhoor. Onder druk van Helmut Wohltat, Beauftragter voor De Nederlandsche Bank, trok Koenigs zich terug uit de directie van de Rhodius Koenigs Handelmaatschappij waar hij wel lid van de raad van commissarissen mocht blijven. Ondanks zijn afkeer van het nationaalsocialisme bleef hij toch handel drijven met nazi-Duitsland en had commissariaten bij Krupp en Bayer. Op 6 mei 1941 overleed hij toen hij op het station in Keulen tussen de trein en het perron terechtkwam. Geruchten dat dit moord of zelfmoord was, zijn nooit bewezen.